# Zhaire Smith
Zhaire Smith (* 4. Juni 1999) ist ein US-amerikanischer Basketballspieler.

## Laufbahn
Nachdem Smith im Spieljahr 2016/17 im Durchschnitt 20,1 Punkte, 6,6 Rebounds und drei Korbvorlagen im Hemd der Lakeview Centennial High School im texanischen Garland erzielt hatte, stand er in der Saison 2017/18 für die Mannschaft der Texas Tech University auf dem Spielfeld. Mit 11,3 Punkten pro Partie war Smith zweitbester Korbschütze der Mannschaft, zudem wurden für ihn fünf Rebounds sowie 1,8 Korbvorlagen pro Begegnung notiert. Seine insgesamt 417 erzielten Zähler bedeuteten eine Bestmarke: So viele Punkte hatten vor ihm noch kein Texas-Tech-Spieler in seinem ersten Jahr erzielt. Er machte sich unter anderem durch seine spektakulären Korbschlüsse und seine außergewöhnliche Sprungkraft einen Namen. Nach nur einer Saison im Hochschulbasketball kehrte Smith der Texas Tech University den Rücken und wagte den Schritt ins Profigeschäft.
Beim Draft-Verfahren der NBA im Juni 2018 wurde Smith in der ersten Auswahlrunde an 16. Stelle von den Phoenix Suns aufgerufen, die ihn aber unter anderem im Tausch gegen Mikal Bridges an die Philadelphia 76ers abgaben. Im November 2020 wurde an die Detroit Pistons abgegeben, die ihn wenige Tage später aus dem Aufgebot strichen. Zum Einsatz kam Smith in Detroit nicht. Wegen einer Knieverletzung musste er anschließend lange pausieren.
Im Spieljahr 2023/24 bestritt er für die Mannschaft Cleveland Charge in der NBA G-League 32 Einsätze, im Februar 2024 wurde er von den Cleveland Cavaliers aus der NBA für zehn Tage verpflichtet, jedoch in keinem Spiel eingesetzt. Smith kehrte im zum Spieljahr 2024/25 zu Cleveland Charge zurück.